# Cymbiola scottjordani
Cymbiola scottjordani is een slakkensoort uit de familie van de Volutidae. De wetenschappelijke naam van de soort is voor het eerst geldig gepubliceerd in 2005 door Poppe & Tagaro.